# 하동 쌍계사 팔상전
하동 쌍계사 팔상전(河東 雙磎寺 八相殿)은 경상남도 하동군 화개면 쌍계사에 있는 고려시대의 팔상전이다. 
1974년 2월 16일 경상남도의 유형문화재 제87호 쌍계사 팔상전으로 지정되었다가, 2018년 12월 20일 현재의 명칭으로 변경되었다.

## 개요
쌍계사는 지리산 기슭에 있는 사찰로 신라 성덕왕 23년(724)에 삼법이 처음 지었다. 
석가모니의 생애를 그린 팔상도를 모신 팔상전은 고려 충렬왕 16년(1290) 진정국사가 처음 지었고, 조선 세조 12년(1466)과 숙종 4년(1678) 그리고 순조 6년(1806)에 수리가 있었다. 지금의 건물은 1978년 고산스님이 보수한 것이다.
앞면 3칸·옆면 3칸의 규모이며, 여덟 팔(八)자 모양의 화려한 팔작지붕집이다. 처마를 받치면서 장식을 겸하는 공포는 기둥 위와 기둥 사이에도 있는 다포식으로, 기둥과 기둥 사이에는 2구씩 포를 배치하였다. 전체적으로 건물높이에 비하여 처마의 길이는 짧다. 내부의 천장은 점차 높이 올라가는 층단형으로 높직하게 보이나 단순한 형태를 이루고 있으며, 세부에서 일부 장식적인 조각수법을 나타내고 있다.
내부에는 영산회상도(보물 제925호)와 팔상도가 모셔져 있다.

## 같이 보기
- 하동 쌍계사 팔상전 영산회상도 - 보물 제925호
- 하동 쌍계사 팔상전 팔상탱 - 보물 제1365호

## 참고 문헌
- 쌍계사팔상전 - 국가유산청 국가유산포털